# 松野米次郎
松野 米次郎（まつの よねじろう、生没年不詳）とは、明治時代の地本問屋の店主。

## 来歴
越後屋と称す、越米とも。明治27年（1894年）に日本橋区長谷川町20番地で、後に明治33年（1900年）には同長谷川町18番地で地本問屋を経営し、尾形月耕や梅堂豊斎、静光などの錦絵を版行した。

## 出版物
- 尾形月耕　「旅順ノ山間ニ露営将士日光ヲ拝ス図」　大判錦絵3枚続　※明治27年
- 静光　「成観牙山我陸軍大勝利凱旋之図」　大判錦絵3枚続　※同上
- 梅堂豊斎　「奠都三十年祭祝賀奉迎之図」　大判錦絵3枚続　※明治31年